# Padus (vattendrag i Finland)
Padus (finska: Törmäoja, Paadesjoki) är ett vattendrag i Finland, på gränsen till Ryssland. Det ligger i den norra delen av landet, 900 km norr om huvudstaden Helsingfors.